# مهوش جاسمی
'

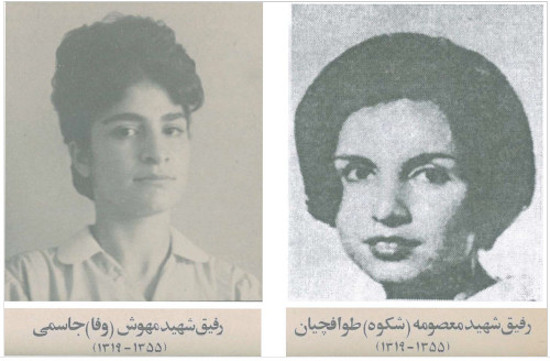
مهوش جاسمی و معصومه طوافچیان از اعضای سازمان انقلابی بودند. اجساد آنان هرگز یافت نشد.

مهوش (وفا) جاسمی (۱۳۱۹ در کرمانشاه – آذر ۱۳۵۵ در شهرآرا، تهران) پرستار و از اعضای کادر سازمان انقلابی حزب توده ایران بود. او مدتی در هامبورگ آلمان عضو کنفدراسیون جهانی دانشجویان ایرانی بود و در اواخر دهه ۴۰ خورشیدی برای کمک به رهبری سازمان انقلابی حزب توده به ایران بازگشت. مدت‌ها مخفیانه زندگی می‌کرد. اما بعد از شناسایی یک خانه متعلق به این گروه در آذر ۱۳۵۵ در شهرآرا بیرون خانه دستگیر و همراه معصومه طوافچیان زیر شکنجه کشته شد.
قبر آن‌ها هرگز پیدا نشد. ایرج کشکولی در کتاب‌های نگاهی از درون به جنبش چپ ایران می‌گوید احتمالاً جسد مهوش جاسمی را در دریاچه نمک قم انداخته باشند.